# Фразеологічний словник
Фразеологічний словник — це словники, в яких описано стійкі звороти мови. Ці довідники займають особливе місце як покажчики літературного слововживання. Зазвичай у них подається тлумачення значення кожної фразеологічної одиниці, наводяться синоніми, антоніми, іноді відомості про походження виразів і цитатний матеріал, який ілюструє вживання фразеологізмів у мові. 
Фразеологізми подано майже в кожній статті Словника української мови в 11-и томах у так званій «заромбовій» частині, тобто тій частині, що йде після тлумачення основного, прямого значення слова.
Приклад:
ОКО 1, а, сер. (мн. очі, рідко вічі, очей — перев. з прийм. у).
♦ Аж іскри з очей посипались див. іскра; Бачити на власні очі див. бачити; Берегти (оберігати, пильнувати, хоронити і т. ін.), як ока [в голові, лобі] (як зіницю ока, як око і т. ін.); заст. Паче ока берегти (стерегти і т. ін.) — пильно оберігати, старанно доглядати, охороняти кого-, що-небудь. — Буду, — каже [Василь], — тебе, моя зозуленько, як ока берегти (Квітка-Основ'яненко, II, 1956, 47); — Та ще й повдавались [дочки] в матір: усі чепурні, шанують одежу, усі глядять одежини, як ока в лобі (Нечуй-Левицький, I, 1956, 121);  Не перший рік лісок цей пану Я паче ока стережу (Іван Манжура, Тв., 1955, 123); Бите око у кого — хтось настільки досвідчений, що вміє відразу помічати, визначати що-небудь. Катя Шубіна багато чого перебачила в цій закордонній стороні, бачила біженців, полонених, невільників, у неї виробилось бите око й вірна реакція на все (Юрій Яновський, I, 1958, 403); Бити в очі (у вічі) див. бити; Бісики (бісик) в очах (в оці) [грають (грає і т. ін.)] див. бісик; Блимати (блимнути, кліпати, кліпнути, лупати, лупнути і т. ін.) очима: а) безтямно раз у раз розкривати і закривати очі від подиву, розгубленості, ніяковості і т. ін. Я бачив, як Ляський блимав ніяково очима і стенав плечима (Олесь Досвітній, Вибр., 1959, 109).

## Структура фразеологічних словників української мови[2]
Більшість фразеологічних словників укладено не за алфавітом, а гніздовим способом. Фразеологізми згруповано навколо ключового (опорного, стрижневого) слова. Усередині  гнізда вислови подано за алфавітом. Фразеологічний зворот разом із тлумаченням, варіантами, синонімічними рядами, ілюстраціями становить словникову статтю. Він є її заголовком.
Приклад:
Крило
Брати (взяти) під [своє] крило — брати когось під свою опіку, захист; Виросли (ростуть, є і т. ін.) крила в кого — хтось відчув силу, енергію до великих звершень, подвигу тощо. Ярема гнувся, бо не знав, Не знав, сіромаха, що виросли крила, Що неба достане, коли полетить (Тарас Шевченко, I, 1951, 84);  Мов (немов, наче і т. ін.) на крилах — дуже швидко. Час летів, немов на крилах, І, мов сон, життя минало (Леся Українка, I, 1951, 374);  Опускати (опустити) крила — втрачати впевненість у собі, впадати у відчай, журитися через невдачі в чомусь. — А ти був крила опустив: не журися, козаче, отаманом будеш (Юрій Збанацький, Переджнив'я, 1960, 30); Під крилом чиїм — під чиєюсь опікою, захистом. Путя взагалі чималий страхополох, певне, через те, що виросла.. під крилом гувернанток (Леся Українка, V, 1956, 403);  Підрізати (підтяти, підбити, зламати і т. ін.) крила кому — підірвати міць, знесилити кого-небудь або обмежити поле його діяльності. Висмоктала її [Ганнині] соки тяжка робота, підрізала крила зневіра... (Микола Руденко, Остання шабля, 1959, 205);  Розправляти (розправити) крила — починати діяти на повну силу, виявляти всі свої здібності. Ремо почав переконуватися, що схований до того в панцир мозок Гюлле.. розправляє свої крила (Олесь Досвітній, Гюлле, 1961, 103).
Інколи словникові статті формуються за зворотним принципом: спочатку подано тлумачення фразеологізму, а потім усі сталі вислови із цим значенням.
Приклад:
Завершувати
(повністю закінчувати, виконувати що-небудь) доводити справу до кінця (до краю); (покінчувати з чимось, доводити до логічного завершення) ставити (поставити) крапку над «і»; ставити (поставити) крапку на чому; (остаточно) здати в архів (до архіву) що.
Поможіть уже, любий пане Володимире, довести справу до якогось кінця, бо страх як гроші потрібні і то зараз (Коцюбинський, 3, 1956, с. 280); Поставити крапку над «і» – то неабияке мистецтво у житті (Рибак, Час сподівань і звершень, 1960, с. 424)